# Muzeum a Pojizerská galerie
Muzeum a Pojizerská galerie sídlí v Semilech v Husově ulici č. p. 2. Muzeum dokumentuje region horního Pojizeří. V současné době má jednu trvalou expozici a zbylé prostory jsou věnovány aktuálním tématům. V galerii jsou obvykle vystavována díla regionálních umělců. Aktuální nabídku výstav naleznete na webových stránkách muzea. Budova muzea je chráněna jako kulturní památka České republiky. Správcem sbírek je k roku 2025 Tomáš Chvátal.

## Trvalé expozice
Trvalou expozici má muzeum pouze v půdních prostorách. Je věnována životu na přelomu 19. a 20. století v oblasti Pojizeří. Dalším trvalým projektem je Fenomén léčitelství.

## Historie muzea
Budova v němž leží pochází z roku 1760 a je jedna z nejstarších budov ve městě. Narodil se zde Ivan Olbracht a žil zde i jeho otec Antal Stašek. V této budově roku 1960 vznikly 2 samostatné expozice: Památník Antala Staška a Muzeum dělnického hnutí. V den slavnostního otevření se konala 1. výstava: Výtvarní umělci Podkrkonoší. Prvním ředitelem památníku i muzea se stal Rudolf Hlava.
V 70. a 80. letech se do muzea začaly instalovat nové vitríny, památník prošel stavebními úpravami, v půdním prostoru se zbudovala etnografická stálá expozice a nově byla zbudována Pojizerská galerie.
Po revoluci roku 1989 změnilo muzeum své zaměření a stalo se Muzeem a Pojizerskou galerií. Roku 1992 se zrušila expozice dělnického hnutí a v 1. poschodí bylo roku 1994 zbudována trvalá expozice Osobnosti Semilska. Etnografická expozice v půdních prostorách byla v roce 1996 obměněna a nově pojmenována /NE/Zapomenutá minulost.